# Goniopsyllus tenuis
Goniopsyllus tenuis is een eenoogkreeftjessoort uit de familie van de Peltidiidae. De wetenschappelijke naam van de soort is voor het eerst geldig gepubliceerd in 1860 door Lubbock.